# Samogród
Samogród – kolonia wsi Suchynicze w Polsce, położona w województwie podlaskim, w powiecie sokólskim, w gminie Szudziałowo.

## Historia
Dawny „pohost Samohrud”, późniejsza greckokatolicka fundacja Kazimierza i Zuzanny z Kanimerów Wiszczyńskich.
W latach 1975–1998 Samogród administracyjnie należał do województwa białostockiego.
W Samogrodzie znajduje się parafialna cerkiew prawosławna pod wezwaniem Świętych Apostołów Piotra i Pawła.

## Nazwa miejscowości
Nazwa miejscowości pochodzi od białoruskiego hrud – wyżej położone, suchsze miejsce pośród podmokłego terenu. Pohost (pahost – z akcentem na o) współcześnie znaczy cmentarz, w tym przypadku z cerkwią i plebanią. Nazwa potoczna: Samahrud (z akcentem na u). Grzegorz Ryżewski przytacza ok. 20 zapisów nazwy Samohrud, Hrud, samohrudzki w polskojęzycznych dokumentach urzędowych z XVIII w., poczynając od funduszu cerkwi samohrudzkiej,1709 r. Znany jest także zapis z 1753 r.: w dobrach naszych nazywaiących się Samohrud. Oficjalne starania o powrót historycznej i żywej nazwy Samohrud zapoczątkowano w roku 1998. MSWiA odpowiedziało wówczas, że nie może uznać przedstawionego pisemnego poparcia mieszkańców, gdyż miejscowość jest niezamieszkana (faktycznie nieliczni mieszkańcy są, dla wygody sołtysów, meldowani pod nazwą sąsiedniej, większej miejscowości, co jest częstą praktyką). Kolejna weryfikacja, w 2009 r., również konsekwentnie ominęła tę miejscowość jako rzekomo nieistniejącą.

### Najnowsze próby przywrócenia żywej nazwy historycznej
Wobec braku do tej pory jakiejkolwiek weryfikacji nazwy Samogród, przedstawiciel organizacji mniejszości białoruskiej w Polsce skierował do Komisji Nazw Miejscowości i Obiektów Fizjograficznych wniosek o podjęcie weryfikacji w drugiej z ustawowych procedur (tzn. z inicjatywy Komisji), dołączając opinię Dziekana Prawosławnego Okręgu Sokólskiego z dn.20.02.2013 r. oraz zapewnienie wójta, iż – w razie zadeklarowania przez Komisję zamiaru przywrócenia żywej nazwy historycznej – w ustawowym terminie 30 dni nie wyrazi on sprzeciwu. We wniosku podnoszono, że w takiej procedurze bierność w tej sprawie katolickiej większości w gminie nie byłaby przeszkodą dla powrotu nazwy Samohrud. Ponadto zanim Komisja zażąda, by wszystko odbyło się jednak w innej ustawowej procedurze (tj. z inicjatywy rady gminy), powinna rozważyć, czy merytorycznie, socjologicznie, społecznie byłoby właściwe i konieczne, by o nazwie pohostu – cerkwi, de facto decydowała katolicka większość radnych (nawet poprzez zwykłe niezajęcie się tą kwestią), pomimo że zgodnie z ustawą gminy nie mają kompetencji w sprawach nazewnictwa miejscowości, nie mogą podejmować „decyzji”, jedynie opiniują. Wspomniany wniosek prawosławnej mniejszości o podjęcie przez Komisję weryfikacji w drugiej z ustawowych procedur (tzn. z inicjatywy Komisji) został przez nią odrzucony; nie wzięto pod uwagę tego, że wobec braku zainteresowania katolickiej większości w gminie nazwą cerkwi, inicjatywa władz gminy w postaci wniosku w tej sprawie do Komisji jest mało prawdopodobna, w praktyce – jak się okazało – niemożliwa.

#### Przyczyny impasu w kwestii nazewnictwa
Jarosław Iwaszkiewicz zauważył: Całe pokłady historii i prehistorii drzemią w tych nazwach […]Chrzestni rodzice [Komisja NMiOF] wyraźnie prześladują literę „h”. (Owo prześladowanie litery „h” to oczywiście metafora na użytek PRL-owskiej cenzury, liter się nie prześladuje). Natomiast przyczyna impasu wynikająca z wypowiedzi polskich językoznawców z Komisji to nieprzestrzeganie uprzednio przyjętych zasad (albo błędne przeświadczenie, że zostały one już zastosowane): Zasadą przyjętą przez KNMiOF jest niepolonizowanie form nazewniczych zgodnych z systemem językowym mniejszości, np. oficjalnie zatwierdzoną nazwą jest Hrud [w woj. lubelskim], a nie spolonizowana nazwa Grąd. W nazewnictwie pogranicza wschodniego z ludnością „w zasadzie dwujęzyczną” (polsko-białoruską) […]urzędowe formy nazw geograficznych ustalane są w polskiej postaci językowej i ortograficznej, ale zachowane są specyficzne cechy białoruskie […] utrwalone w wymowie ludowej”. […]Czasem nie chodzi o zjawisko gwarowe, ale błędy ortograficzne wynikające m.in. z zapisu potocznej wymowy, jak […] Hród (zamiast Hrud)[…]. W tej sytuacji – gdy Komisja zasadniczo jest pozytywnie nastawiona do nazw tradycyjnych, podobnie jak właściciel obiektu i jego mieszkańcy, władze gminy zaś są jedynie bierne, więc nikt nie jest przeciw co do meritum sprawy – przedstawiciele mniejszości białoruskiej przyczyn impasu upatrują w uchwale Komisji wykluczającej zastosowanie przez nią ww. drugiej z ustawowych procedur (czyli wymóg, by to władze gminy wystąpiły z wnioskiem, w pierwszej ustawowej procedurze). Zdaniem organizacji mniejszości wspomniana uchwała Komisji jest niezgodna z koncepcją rozwiązywania problemów rozwiniętą przez Richarda Sennetta w jego postulacie, by wszelki dialog miał charakter „nieformalny” – to znaczy, że powinniśmy powstrzymać się przed ustalaniem proceduralnych zasad konwersacji przed jej rozpoczęciem.